# جويسئة خشنة
جويسئة خشنة (الاسم العلمي: Galium scabrum ) ينتمي إلى الفصيلة الفوية.

## الوصف
نبات عشبي معمر يتراوح طوله بين 25 و 60 سم